# Espadaña (Salamanca)
Espadaña (spanisch für Glockengiebel) ist eine westspanische Gemeinde (municipio) in der Provinz Salamanca in der Autonomen Gemeinschaft Kastilien-León. 2024 hatte die Gemeinde 34 Einwohner. Neben dem Hauptort Espadaña gehören die Ortschaften Becerril und Pedernal zur Gemeinde.

## Lage
Espadaña liegt etwa 55 Kilometer westnordwestlich von Salamanca in einer Höhe von ca. 795 m. 
Das Klima ist gemäßigt. Es fällt Regen in einer mittleren Menge.

## Bevölkerungsentwicklung
| Jahr      | 1900 | 1950 | 1960 | 1970 | 1981 | 1991 | 2001 | 2011 | 2021 |
| Einwohner | 388  | 282  | 288  | 187  | 93   | 70   | 45   | 41   | 38   |

## Sehenswürdigkeiten
- Annenkirche (Iglesia de Santa Ana)

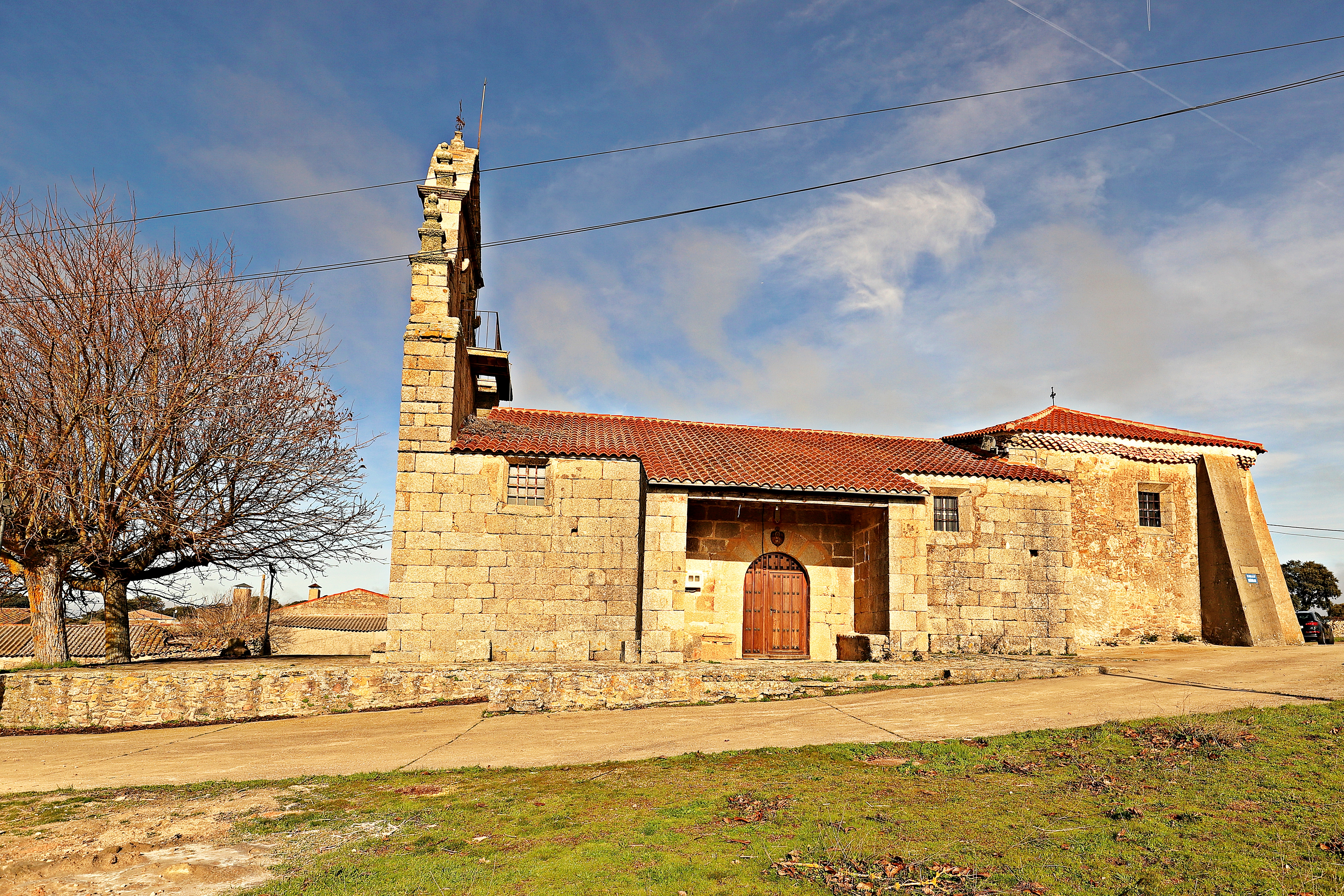
Annenkirche
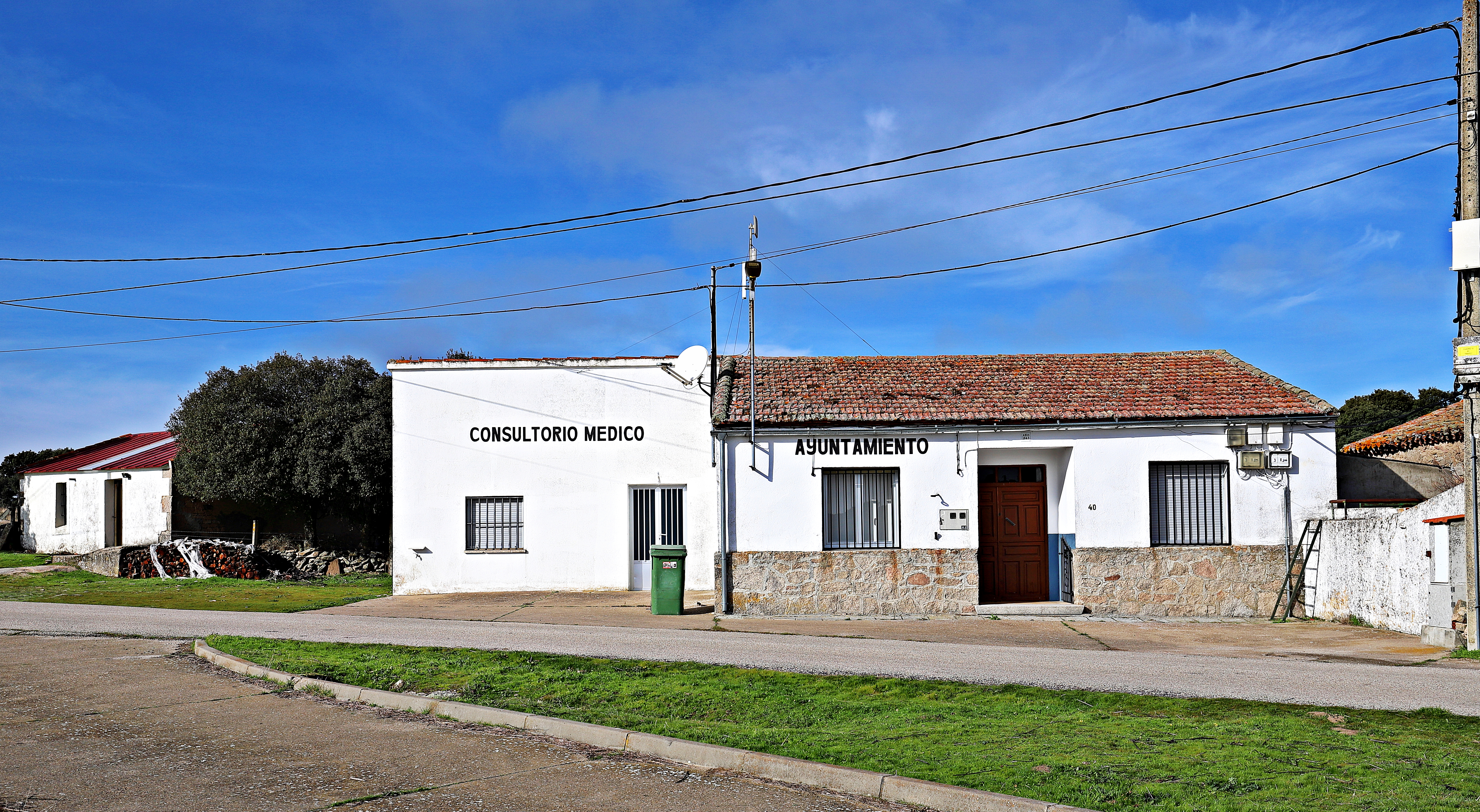
Rathaus